# Saint-Perdoux (Dordogna)
Saint-Perdoux è un comune francese di 137 abitanti situato nel dipartimento della Dordogna nella regione della Nuova Aquitania.

## Società

### Evoluzione demografica
Abitanti censiti